# Chiesa di San Giorgio Martire (La Valletta Brianza)
La chiesa di San Giorgio Martire è la parrocchiale di Rovagnate, frazione-capoluogo del comune sparso di La Valletta Brianza, in provincia di Lecco ed arcidiocesi di Milano; fa parte del decanato di Brivio. 

## Storia
Probabilmente l'originaria cappella rovagnatese sorse nel XII secolo, anche se il primo documento che ne attesta l'esistenza risale al 1420.
La struttura fu ingrandita agli inizi del XVI secolo e consacrata nel 1540; essa è indicata, nel Liber seminarii del 1564, come sede d'una rettoria dipendente dalla pieve di San Vittore di Missaglia.
Dalla relazione della visita pastorale del 1757 dell'arcivescovo di Milano Giuseppe Pozzobonelli si apprende che la parrocchiale di San Giorgio, in cui avevano sede le confraternite del Santissimo Sacramento, del Santissimo Nome di Dio e del Santissimo Rosario, aveva come filiali gli oratori di Santa Caterina, di Santa Petronilla al Bosco, di Santa Veronica in località Tremonte, di Santa Veronica in Hoè, di San Rocco a Ceredo, di San Francesco in contrada Valbissera e di San Martino a Castrinago; circa un quindicennio dopo, nel 1771 l'edificio fu interessato da un restauro.
Nel 1847 iniziarono i lavori di ampliamento della chiesa e nel 1877 venne portata a termine la facciata, realizzata su disegno di Enrico Terzaghi; nel frattempo, il 7 marzo 1854 l'arcivescovo Carlo Bartolomeo Romilli aveva inserito la parrocchia rovagnatese nella vicaria di Brivio.
La struttura fu restaurata a più riprese nel Novecento; in questa occasione, nel 1970 si provvide ad adeguarla alle norme postconciliari.

## Descrizione

### Esterno
La simmetrica facciata a capanna della chiesa, rivolta a occidente, è tripartita da quattro lesene corinzie d'ordine gigante; nel mezzo sono collocati l'ampio portale d'ingresso, delimitato da una cornice in pietra e sormontato da un timpano su peducci, e, più in alto, una lunetta contenente il mosaico di San Giorgio Martire; a coronamento si eleva sulla trabeazione un frontone triangolare con croce centrale sommitale.
Annesso alla parrocchiale è il campanile a base quadrata, la cui cella presenta su ogni lato una grande monofora a tutto sesto, coronata da una guglia poggiante su un basso tamburo.

### Interno
L'interno dell'edificio si compone di una navata unica, coperta da una volta a botte lunettata suddivisa in cinque campate e ornata con affreschi; sui fianchi, scanditi da lesene, si affacciano attraverso arcate a tutto sesto due cappelle per lato, dedicate rispettivamente al Crocifisso e a san Carlo sulla destra e a san Giorgio e alla Madonna del Rosario sulla sinistra.
Al termine dell'aula si sviluppa il presbiterio, preceduto dall'arco trionfale, coronato da una cupola, che è affrescata su pennacchi, ed ospitante nel mezzo l'altare maggiore a mensa in marmi policromi; sul fondo si sviluppa l'abside semicircolare con catino unghiato.